# Comitetul Național de Eliberare a Iugoslaviei
Comitetul Național de Eliberare a Iugoslaviei (în limbile sârbocroată Nacionalni komitet oslobođenja Jugoslavije, slovenă Nacionalni komite osvoboditve Jugoslavije, NKOJ) cunoscut și sub denumirea Comitetul Iugoslav de Eliberare Națională a fost organul executiv provizoriu al Federației Democrate a Iugoslaviei în perioada celui de-al Doilea Război Mondial. Acesta s-a format la 29 noiembrie 1943 de către partizanii iugoslavi, o mișcare de rezistență și ramura militară a Partidului Comunist din Iugoslavia, condus de Iosip Broz Tito. Acesta era în antiteză cu guvernul iugoslav din exil aflat în Londra sub conducerea Regelui Petru al II-lea.

## Istoric
În octombrie 1943, chiar înainte de a doua sesiune a Consiliului Antifascist de Eliberare Populară a Iugoslaviei, comitetul central al Partidului Comunist din Iugoslavia a înființat Comitetul Național de Eliberare a Iugoslaviei, un organ executiv integral iugoslav, desemnat să îndeplinească rolul unui guvern interimar. Tito a fost numit președinte al NKOJ și a avut în subordine trei vicepreședinți, Edvard Kardelj și Vladislav S. Ribnikar erau membri KPJ iar al treilea, Božidar Magovac, era membru al Partidului Țărănesc Croat (HSS).
| Nume                  | Note, portofoliu           |
| --------------------- | -------------------------- |
| Josip Broz Tito       | președinte, Apărare        |
| Edvard Kardelj        | Vicepreședinte             |
| Božidar Magovac       | Vicepreședinte             |
| Vladislav S. Ribnikar | Vicepreședinte, Informații |
| Sulejman Filipović    | Păduri și Minereuri        |
| Frane Frol            | Judiciar                   |
| Milivoj Jambrišak     | Sănătate                   |
| Edvard Kocbek         | Educație                   |
| Anton Kržišnik        | Politică socială           |
| Ivan Milutinović      | Economie                   |
| Mile Peruničić        | Alimentație                |
| Rade Pribičević       | Construcții                |
| Josip Smodlaka        | Afaceri externe            |
| Dušan Sernec          | Finanțe                    |
| Todor Vujasinović     | Reconstuctie economică     |
| Vlada Zečević         | Afaceri interne            |
| Sreten Žujović        | Transport                  |